# John Agard
John Agard (Brits-Guiana, 12 juni 1949) is een Guyaans dichter, toneelschrijver en kinderboekenschrijver.

## Levensloop
Agard groeide op in Brits-Guiana. Hij ontwikkelde zijn liefde voor taal door te luisteren naar cricketcommentaar. Op de middelbare school leerde hij Engels, Frans en Latijn en hij schreef zijn eerste poëzie toen hij in het zesde leerjaar zat. Nadat hij afgestudeerd was, onderrichte hij de talen die hij zelf gestudeerd had. Hij werkte in een plaatselijke bibliotheek. Hij hield zich ook bezig als redacteur en schrijver voor de Guyana Sunday Chronicle. 
Agards vader verhuisde naar Londen en Agard volgde hem met zijn vrouw, Grace Nichols. Ze gingen wonen in Ironbridge in Shropshire. Hij werkte voor de Britse BBC en voor het Commonwealth Institute in Londen. Hij won een groot aantal prijzen, waaronder de Paul Hamlyn Award voor poëzie in 1997 en de Cholmondeley Award in 2004. Agard was in 2008 ook poet in residence van het National Maritime Museum.
Vandaag de dag woont Agard in East Sussex.
- Bibsys: 90264110
- Biblioteca Nacional de España: XX5618487
- Bibliothèque nationale de France: cb126785487 (data)
- Catàleg d'autoritats de noms i títols de Catalunya: 981058594628006706
- Gemeinsame Normdatei: 136716768
- International Standard Name Identifier: 0000 0000 6308 2681
- Library of Congress Control Number: n82092155
- MusicBrainz: 0974456c-65ed-4100-bac5-d77fe00a89b4
- Bibliotheek van het Japanse parlement: 001279563
- Nationale Bibliotheek van Tsjechië: xx0001134
- Nationale bibliotheek van Australië: 35001671
- Nationale Bibliotheek van Israël: 987007450615305171
- Nederlandse Thesaurus van Auteursnamen: 070770999
- Système universitaire de documentation: 050126571
- Trove: 785065
- Virtual International Authority File: 81014871
- WorldCat: E39PBJm4QVFcThqGykV9wdjwG3